# Subjektbaserad igenkänning
Subjektbaserad igenkänning är en teknik för informationsutvinning som betecknar sökandet efter associationer mellan individer i stora datamängder.
Som ett medel för att bekämpa terrorism, anger National Research Council (USA) följande definition "Subjektbaserad igenkänning använder en initierande individ eller annan utgångspunkt som, baserad på annan information, är av intresse och ändamålet är att identifiera vilka andra personer, finansiella transaktioner, rörelser, etc., som är relaterade till den initierande utgångspunkten."